# Oxycheilinus
Genre
Oxycheilinus est un genre de poissons téléostéens (Teleostei) de la famille des Labridae.

## Liste d'espèces
Selon FishBase (6 mai 2014) et World Register of Marine Species (6 mai 2014) :
- Oxycheilinus arenatus (Valenciennes, 1840)
- Oxycheilinus bimaculatus (Valenciennes, 1840)
- Oxycheilinus celebicus (Bleeker, 1853)
- Oxycheilinus digramma (Lacepède, 1801)
- Oxycheilinus lineatus Randall, Westneat & Gomon, 2003
- Oxycheilinus mentalis (Rüppell, 1828)
- Oxycheilinus nigromarginatus Randall, Westneat & Gomon, 2003
- Oxycheilinus orientalis (Günther, 1862)
- Oxycheilinus unifasciatus (Streets, 1877)

ITIS (6 mai 2014) y rajoute les espèces Oxycheilinus digrammus (Lacepède, 1801) (synonyme de Oxycheilinus digramma selon WoRMS) et Oxycheilinus rhodochrous (Günther in Playfair & Günther, 1867) (synonyme de Oxycheilinus orientalis selon WoRMS). 

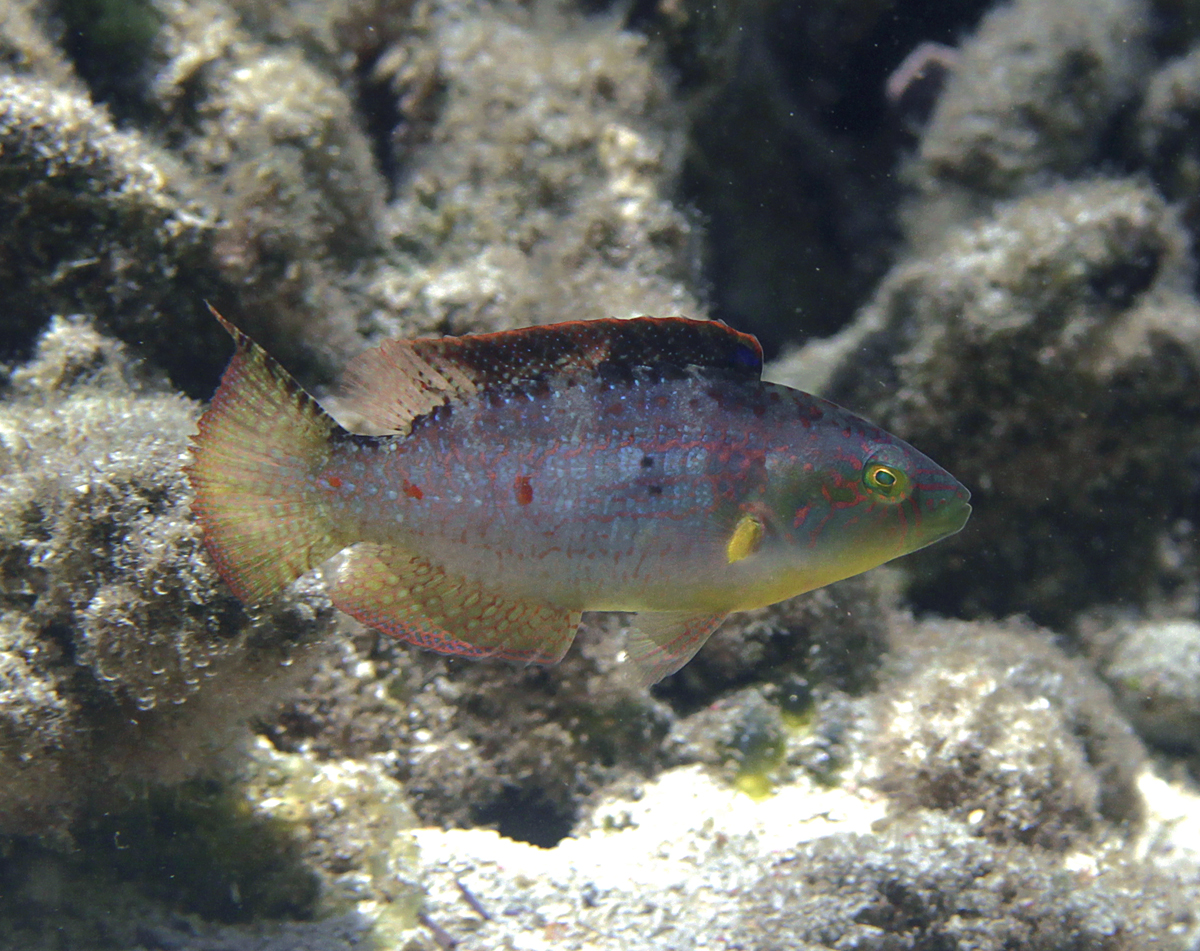
Oxycheilinus bimaculatus
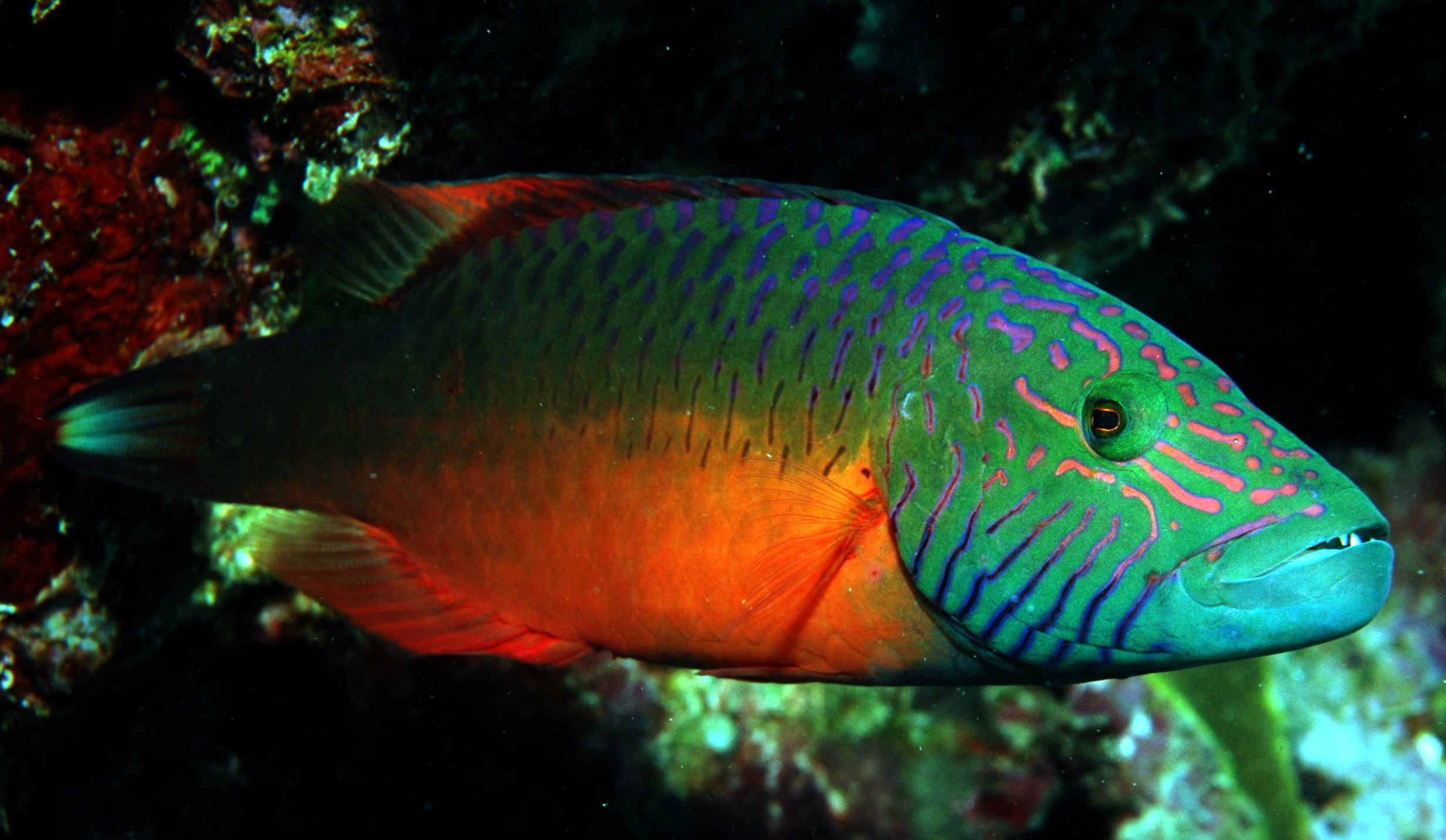
Oxycheilinus digramma (mâle)
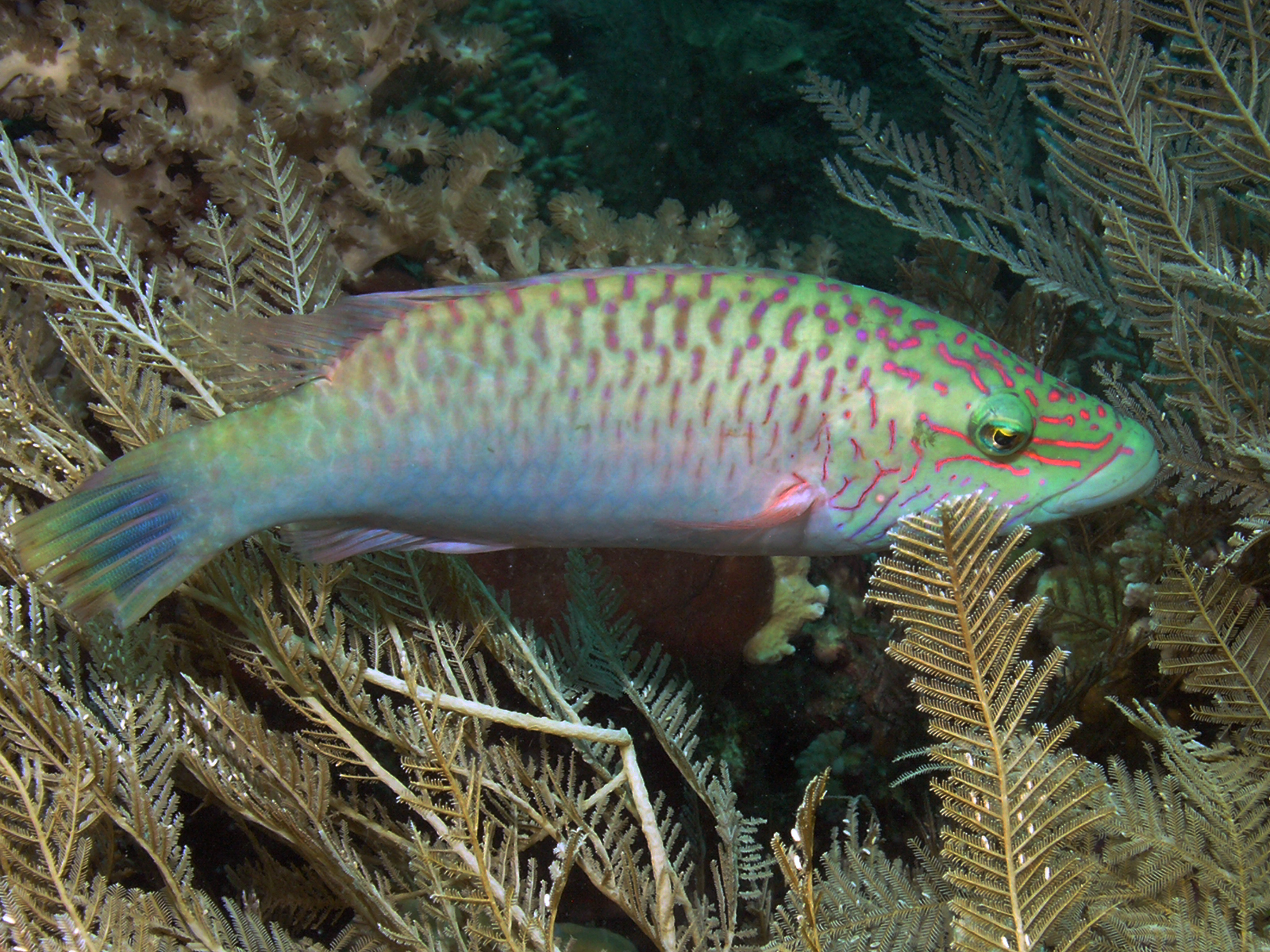
Oxycheilinus diagrammus